# Lac de Valdurna
Le lac de Valdurna (Durnholzer See en allemand) est un petit lac alpin situé dans la Valdurna à 1 545 m d'altitude dans la municipalité de Sarentino dans la province autonome de Bolzano. Le lac est à environ 30 km de Bolzano.
Pour atteindre le lac, il faut prendre le détour qui part de la route principale (la route nationale qui parcourt la vallée du nord au sud), près de Campolasta, et se dirige vers l'est, vers les stations de ski de Reinswald et le lac.
Cependant, le lac lui-même ne peut pas être atteint directement en voiture. La route mène à un parking payant situé à proximité. De là, une route part et après environ 300 m, mène au lac.
L'une des nombreuses sagas du Tyrol du Sud dit que le lac a été formé sur la ferme d'un fermier qui ratissait le foin après l'Ave Maria samedi.

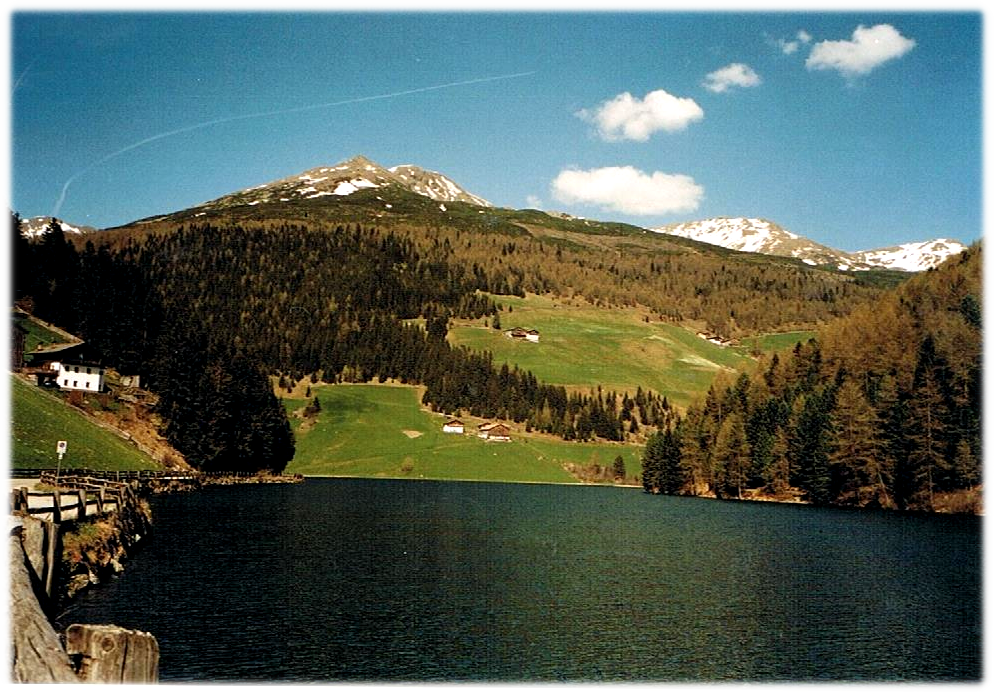
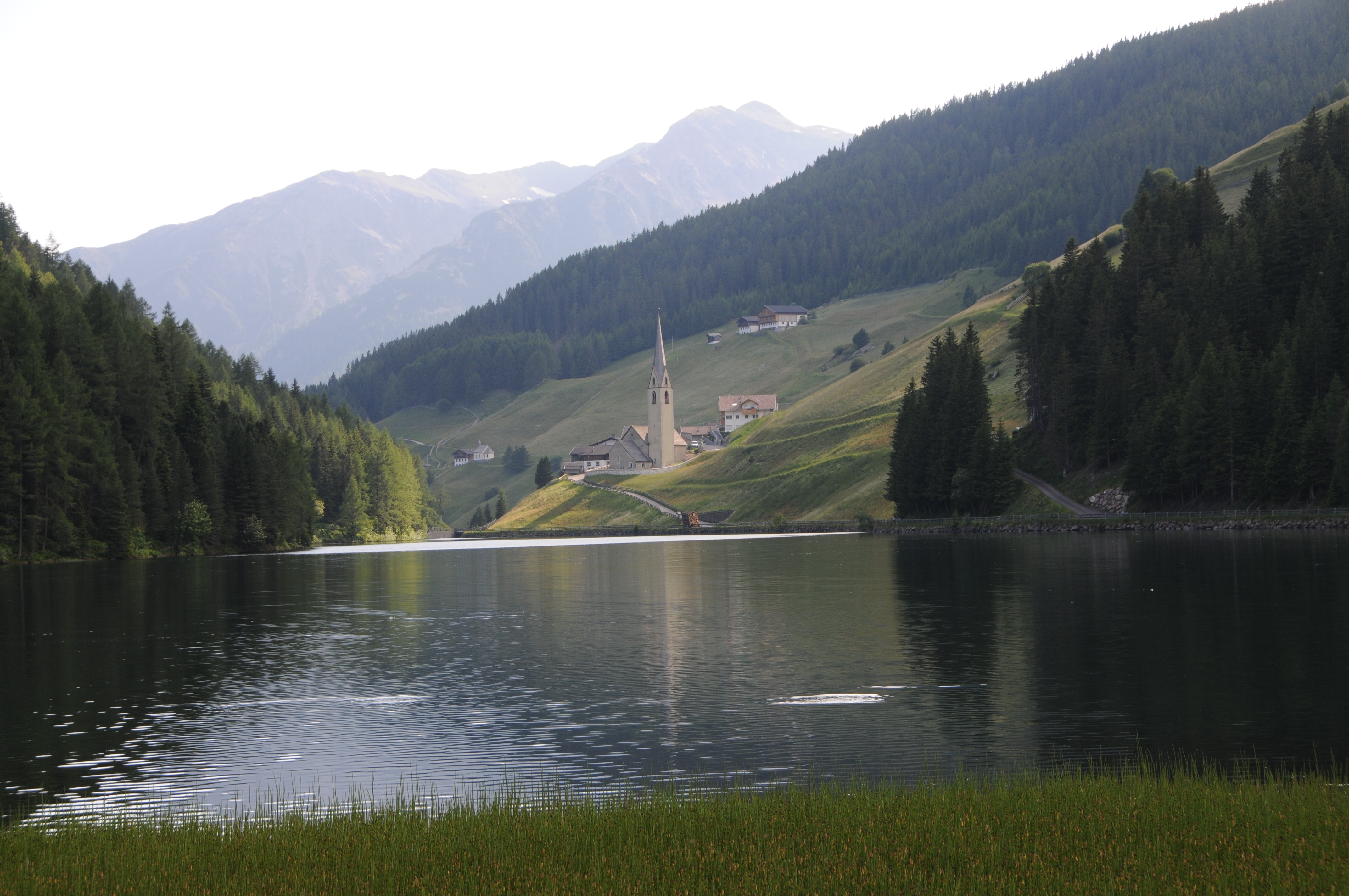